# NGC 5200
NGC 5200 је двојна звезда у сазвежђу Девица која се налази на NGC листи објеката дубоког неба.
Деклинација објекта је - 0° 1' 47" а ректасцензија 13h 31m 42,4s. Привидна величина (магнитуда) објекта NGC 5200 износи 13,7.